# يسبر يورغنسن (لاعب كرة قدم)
يسبر يورغنسن (بالدنماركية: Jesper Jørgensen)‏ هو لاعب كرة قدم دنماركي، ولد في 10 مارس 1983 في كوبنهاغن في الدنمارك. لعب مع آرهوس جمناستيك فورينينغ.